# 倉俣史朗
倉俣 史朗（くらまた しろう、1934年11月29日 - 1991年2月1日）は、日本のインテリアデザイナーである。空間デザインおよび家具デザインの分野で1960年代初頭から1990年代にかけて活躍し、フランス文化省芸術文化勲章を受章するなど国際的な評価を受けた。

## 略歴
1934年、倉俣吉治・清の四男として東京都本郷にある理化学研究所の社宅に生まれる。
1943年、東京の家が空襲の被害を受ける。後年、空襲時に米軍機が電波妨害のためにアルミチップを落とす光景がキラキラして綺麗だったと語った。終戦後は駒込に住んだ。
1956年、桑沢デザイン研究所リビングデザイン科を卒業。同年「Domus」誌においてイタリアのデザインに出会い、同誌に認められるようなデザインを目指すようになる。
1957年、株式会社三愛に入社。宣伝課で店舗設計、ショーケース、ウインドウディスプレイなどの仕事に携わる。1964年、株式会社松屋インテリアデザイン室の嘱託社員となる
1965年、クラマタデザイン事務所を設立。前衛美術家の高松次郎やグラフィックデザイナーの横尾忠則らとコラボレーションして手がけた内装のデザインなどで注目される。
1969年、作品を持ちDomus誌の編集室を訪れ、後に同誌に掲載される。同年、15名の若手クリエーターによるデザイン集団「サイレンサー」を結成。
1970年、日本万国博覧会に参加。この頃、収納家具の作品を多く発表する。1972年、毎日産業デザイン賞受賞。1974年、作家・野坂昭如が参院選に出馬した際、運動員の一人として参加する。
1981年、エットレ・ソットサスの誘いでデザイン運動「メンフィス」に参加する。同年、新設された日本文化デザイン賞受賞。
1983年、工場で廃棄物となるガラスを人工大理石に混ぜた「スターピース」という素材を考案する。また、エキスパンドメタル（金網材）を内装や家具に利用し、「ハウ・ハイ・ザ・ムーン」などの作品を制作する。
1990年、フランス文化省芸術文化勲章受章。
1991年、急性心不全のため56歳で死去。倉俣の妻がクラマタデザイン事務所の代表を継ぎ、資料の整理、作品の維持・管理などを行う。

## 代表的な家具 、照明、オブジェ

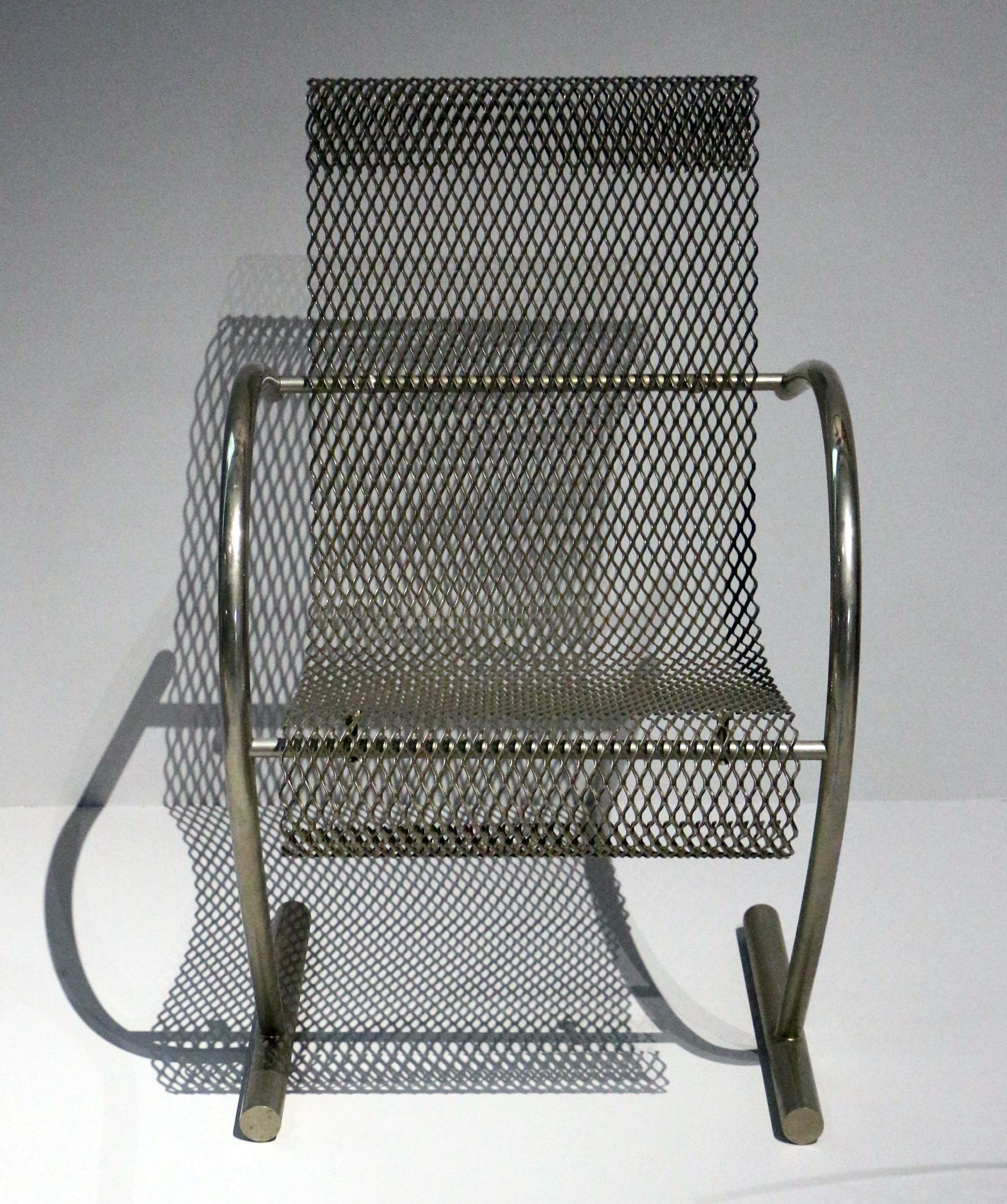
シング・シング・シング

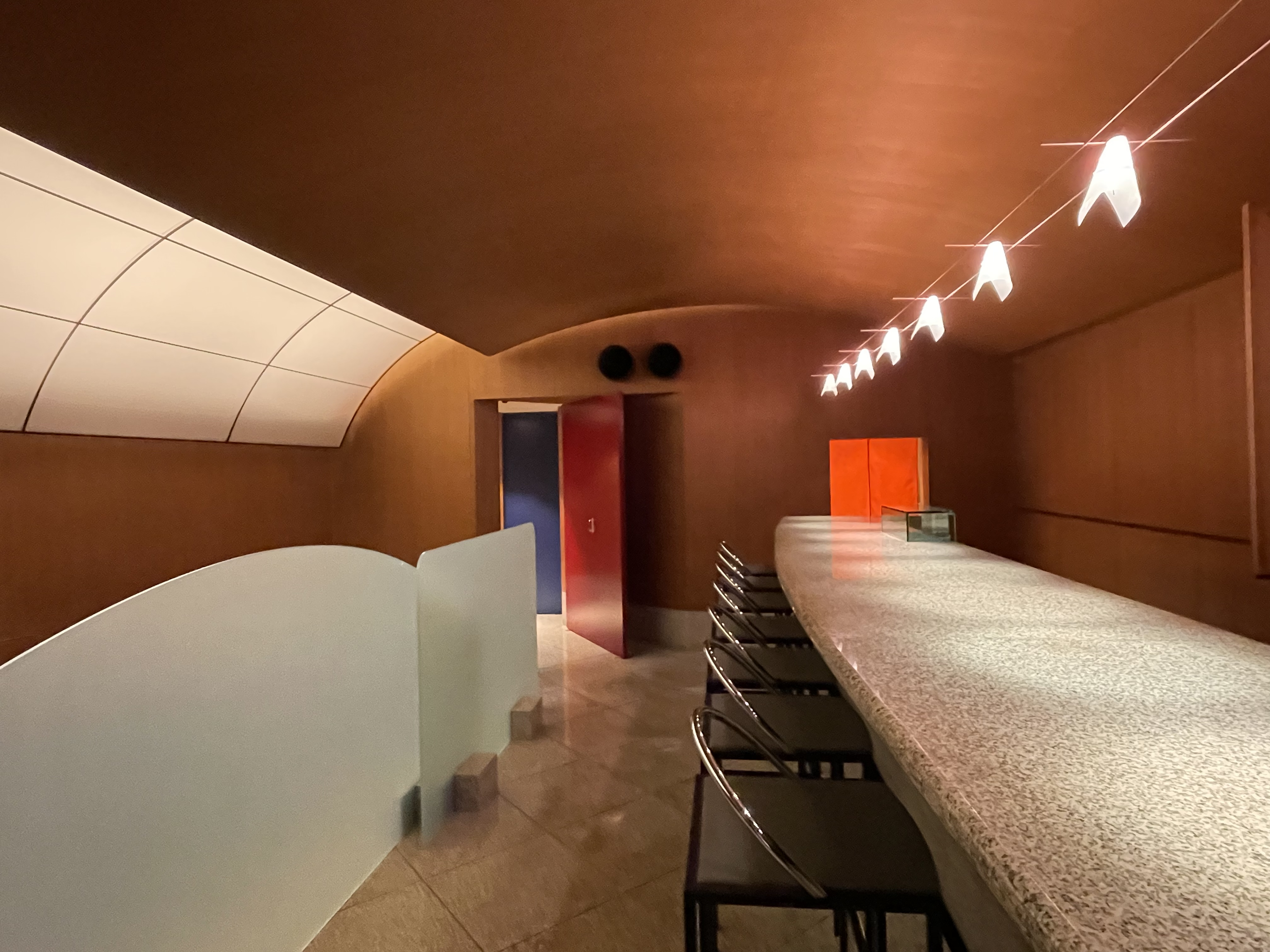
香港西九文化区の美術館M+の「Kiyotomo Sushi Bar」

- 1966年 - 紳士服メーカーエドワーズのショールーム
- 1968年 - ピラミッドの家具
- 1970年 - 廻回キャビネット
- 1970年 - 変形の家具シリーズ
- 1970年 - 引出しの家具シリーズ
- 1970年 - 硝子の椅子
- 1972年 - ランプ・オバQ
- 1977年 - ソラリス
- 1981年 - インペリアル
- 1984年 - スターピース
- 1985年 - シング・シング・シング
- 1985年 - ビギン・ザ・ビギン
- 1986年 - ハウ・ハイ・ザ・ムーン
- 1988年 - ミス・ブランチ（富山県美術館収蔵）
- 1991年 - ラピュタ

## 交遊関係
以下の人物達と親交があった。
- 安藤忠雄
- 磯崎新
- エットレ・ソットサス
- 篠山紀信
- 高松次郎
- 田中一光
- 三宅一生
- 横尾忠則
- 伊東豊雄
- 宮脇檀
- 伊坂芳太良

## 著書
- 倉俣史朗『倉俣史朗の仕事』鹿島出版会、1976年4月1日。ISBN 978-4306040687。 NCID BN01576720。
- 倉俣史朗、磯崎新、エットレ・ソットサス『倉俣史朗―1967-1987』パルコ出版、1988年7月1日。ISBN 978-4891941727。 NCID BN03542209。
- 倉俣史朗『未現像の風景 : 記憶・夢・かたち』住まいの図書館出版局、1991年4月1日。ISBN 978-4795208377。 NCID BN06332042。
- 倉俣史朗『STAR PIECE―倉俣史朗のイメージスケッチ』TOTO出版、1991年11月1日。ISBN 978-4887060395。 NCID BN07987091。